# Puklica
Puklica falu Horvátországban Belovár-Bilogora megyében. Közigazgatásilag Đulovachoz tartozik.

## Fekvése
Belovártól légvonalban 53, közúton 65 km-re délkeletre, Daruvár központjától légvonalban 17, közúton 23 km-re északkeletre, községközpontjától 1 km-re délre, Nyugat-Szlavóniában, a Papuk-hegység északi részén, a Puklica-patak völgyében fekszik.

## Története
A térség középkori településeit 1542-ben pusztította el a török és csak a 17. század végén szabadult fel a török uralom alól. A kihalt területre a parlagon heverő földek megművelése és a határvédelem céljából a 18. század első felében Bosznia területéről telepítettek be új, szerb anyanyelvű lakosságot. Az első katonai felmérés térképén „Dorf Puklicza” néven találjuk. Lipszky János 1808-ban Budán kiadott repertóriumában „Puklicza” néven szerepel. Nagy Lajos 1829-ben kiadott művében „Puklicza” néven 29 házzal 240 ortodox vallású lakossal találjuk. 
A Magyar Királyságon belül Horvát–Szlavónország részeként, Pozsega vármegye Daruvári járásának része volt. 1857-ben 184, 1910-ben 427 lakosa volt. 1910-ben a népszámlálás adatai szerint lakosságának 96%-a szerb anyanyelvű volt. Az első világháború után 1918-ban az új szerb-horvát-szlovén állam, majd később (1929-ben) Jugoszlávia része lett. 1941 és 1945 között a németbarát Független Horvát Államhoz, háború után a település a szocialista Jugoszláviához tartozott. 1991-től a független Horvátország része. 1991-ben lakosságának 85%-a szerb nemzetiségű volt. A délszláv háború idején kezdettől fogva szerb kézen volt. 1991 novemberében az Orkan-91 hadművelet első szakaszában foglalta vissza a horvát hadsereg. A falunak 2011-ben 106 lakosa volt.

## Lakossága
| Lakosság változása | Lakosság változása | Lakosság változása | Lakosság változása | Lakosság változása | Lakosság változása | Lakosság változása | Lakosság változása | Lakosság változása | Lakosság változása | Lakosság változása | Lakosság változása | Lakosság változása | Lakosság változása | Lakosság változása | Lakosság változása |
| ------------------ | ------------------ | ------------------ | ------------------ | ------------------ | ------------------ | ------------------ | ------------------ | ------------------ | ------------------ | ------------------ | ------------------ | ------------------ | ------------------ | ------------------ | ------------------ |
| 1857               | 1869               | 1880               | 1890               | 1900               | 1910               | 1921               | 1931               | 1948               | 1953               | 1961               | 1971               | 1981               | 1991               | 2001               | 2011               |
| 184                | 244                | 234                | 328                | 433                | 427                | 391                | 424                | 226                | 236                | 264                | 204                | 154                | 114                | 155                | 106                |